# Резека Драгар
Резека Драгар (рођ. Јужина; Љубљана, 16. новембар 1913 — Ланцово, код Радовљице, 17. октобар 1941) била је учесница Народноослободилачке борбе и народни херој Југославије.

## Биографија
Рођена је 16. новембра 1913. године у Љубљани. Њена мајка била је куварица и радила је у Љубљани. Пошто није била удата, Резеку је, стару тек шест недеља, однела у село Сподња Лока, код Крашње, и оставила је породици Похлин да се стара о њој. После завршетак Првог светског рата, Резекина мајка је отишла у Београд, и тамо се удала. Кћерки је повремено слала мале суме новца и врло ретко долазила да је обиђе.
Резека је живела на селу, а у основну школу је ишла у Крашње. После четрнаесте године, запослила се као служавка у Домжалама, а 1929. године постала је радник текстилне фабрике „Еифлер“ у Љубљани. Становала је у селу Чрнуче, код Љубљане. У фабрици се укључила у синдикат и радила је у културно-просветним друштвима која су била под утицајем Комунистичке партије Југославије (КПЈ).
Због учешћа у штрајку, отпуштена је с посла, и отишла је у Крањ и запослила се у текстилној фабрици Југочешка. Године 1936. истакла се у великом штрајку текстилаца у Крању, због чега је поново била отпуштена. Извесно време радио је у Оточама, у текстилној задрузи коју су после штрајка формирали отпуштени радници. Неколико месеци радила је у фабрици БеерХриберник, на Броду код Љубљане, а после кратког времена поново је примљена на посао у фабрику „Еифлер“ у Љубљани.
Резека је учествовала у многобројним акцијама, које је организовала Комунистичка партија Југославије, а крајем 1939. године је примљена у чланство Партије. Идуће године се удала за радника Тонета Драгара.
После Априлског рата и окупације Краљевине Југославије, 1941. године, Чрнуче, где је становала, је припало немачкој окупационој зони, а Љубљана, где је радила, италијанској окупационој зони. Окупатори су у почетку пропусницама дозвољавали прелаз из једне у другу зону, а после немачког напада на Совјетски Савез и почетка већег хапшења комуниста, Резека је прешла у илегалност, и крила се код рођака и пријатеља. Њен супруг Тоне, је тада остао у Љубљани, одакле је 1942. отишао у партизане, и 1945. године погинуо у Словенском приморју, као потпоручник НОВЈ.
Резека је јула 1941. године постала борац Рашичке партизанске чете. Ова чета дејствовала је на малом простору, северно од Љубљане. После уништења једних немачких кола и погибије шест чланова посаде, Немци су почели јаким снагама да претражују шуму. Рашичка чета је разбијена, и партизани су се по групама покушали пробити. Једна таква група, у којој је била и Резка, скрила се у селу Села, код Водица. Због издаје једног дезертера, Немци су групу открили, петорицу партизана без оружја су заробили, а двојица су у борби погинули.
У затвору Бегуње, Резеку су мучили и злостављали, и на крају је, као прву жену - партизана у Горењској, заједно са шеснаест другова, стрељали 17. октобра 1941. године, на згаришту пилане, код села Ланцово, коју су партизани спалили.
Указом Президијума Народне скупштине ФНР Југославије 15. јула 1952. проглашена је за народног хероја.